# Macoma yoldiformis
Macoma yoldiformis är en musselart som beskrevs av Carpenter 1864. Macoma yoldiformis ingår i släktet Macoma och familjen Tellinidae. Inga underarter finns listade i Catalogue of Life.